# پاسوریبانیای شرقی
پاسوریبانیای شرقی (به لاتین: East Pasuribania) یک روستا در بنگلادش است که در استان باریسال و در ناحیه پیروج‌پور واقع شده است.